# Darkstep
La darkstep, autrement nommée darkside ou simplement dark, est un sous-genre musical du drum and bass popularisé à la fin des années 1990. 

## Caractéristiques
Le genre mêle des éléments « dark » à une rythmique breakbeat rapide et soutenue censés instaurer une ambiance sombre et frénétique. Certains éléments acoustiques sont tirés ou inspirés de bande son de film, musique ou bruitage, de films d’horreur créant ainsi une sensation oppressante, angoissante, générant une atmosphère sombre.
Le style se définit par des rythmiques souvent complexes, faites à partir de breakbeats agressifs et de basses très distordues.

## Artistes représentatifs
Les précurseurs du style sont les artistes de techstep Technical Itch et Dom & Roland (en), Dylan, patron du label Freak Recordings (en), et The Panacea.
Les artistes représentatifs du genre incluent : Peter Kurten et son groupe Antichristus, Current Value, DJ Hidden, Limewax (en), Counterstrike (en), Black Sun Empire, Dieselboy, Hive,  et Zardonic (en).